# Micropoltys
Genre
Micropoltys est un genre d'araignées aranéomorphes de la famille des Araneidae.

## Distribution
Les espèces de ce genre se rencontrent en Australie au Queensland et en Nouvelle-Guinée.

## Liste des espèces
Selon World Spider Catalog (version 17.0, 23/03/2016) :
- Micropoltys baitetensis Smith & Levi, 2010
- Micropoltys debakkeri Smith & Levi, 2010
- Micropoltys heatherae Smith & Levi, 2010
- Micropoltys placenta Kulczyński, 1911

## Publication originale
- Kulczyński, 1911 : Spinnen aus Nord-Neu-Guinea. Nova Guinea. Résultats de l'expédition Scientifique néerlandaise a la Nouvelle-Guinée en 1903 sous les auspices d'Arthur Wichmann. Leiden, Zool., vol. 3, no 4, p. 423-518.